# Умершие в июне 2024 года
Это список известных людей, соответствующих установленным критериям значимости (см. Википедия:Критерии значимости персоналий), умерших в июне 2024 года.
Причина смерти указывается лишь в исключительных случаях (убийство, самоубийство, гибель в результате военных действий, смертная казнь, ДТП или несчастные случаи). В остальных случаях — не указывается.

## 30 июня
- Бакке, Холльвард (81) — норвежский политик, министр торговли и судоходства (1976—1979), министр культуры (1986—1989)[1].
- Банда, Луциус[англ.] (53) — малавийский певец и политик, депутат Национального собрания (2004—2006)[2].
- Десме, Жильбер (93) — бельгийский шоссейный велогонщик[3].
- Джафаров, Сабухи (56) — азербайджанский музыкант, заслуженный артист Азербайджана[4].
- Имас, Евгений Викторович (62) — украинский предприниматель и спортивный функционер[5].
- Каргалейру, Мануэл (97) — португальский живописец и керамист[6].
- Мостафа, Надим[бенг.] (58) — бангладешский политик, депутат Национальной ассамблеи Бангладеш (1996—2006)[7].
- Огохи, Ибрагим[англ.] (75) — нигерийский военный деятель, адмирал, начальник штаба обороны (1999—2003)[8].
- Примроуз, Нил, 7-й граф Розбери (94) — шотландский дворянин, граф Розбери (с 1974)[9].
- Р. Сампантан[англ.] (91) — шри-ланкийский политик, депутат Парламента (1977—1983, 1997—2000, с 2001)[10].
- Смит, Уэйн[англ.] (92) — американский дипломат и писатель[11].
- Стана-Ионеску, Иляна (87) — румынская актриса, политический и общественный деятель, член Палаты депутатов (2000—2004)[12].
- Шонга, Джастин[англ.] (27) — замбийский футболист, игрок национальной сборной[13].

## 29 июня
- Джованнетти, Лучано (89) — итальянский римско-католический прелат, вспомогательный епископ Ареццо (1978—1981) и епископ Фьезоле (1981—2010)[14].
- Дюжиков, Сергей Александрович (75) — советский и российский гитарист, участник групп «Цветы», «Голубые гитары»[15].
- Колупаев, Валерий Иванович (78) — советский и российский сотрудник органов государственной безопасности, начальник Управления ФСБ России по Самарской области (1995—2002), генерал-лейтенант[16].
- Лалла Латифа Хамму (78) — член марокканской королевской семьи, вдова короля Хасана II и мать Мухаммеда VI[17].
- Макларен, Ангус (81) — канадский историк (о смерти объявлено в этот день)[18].
- Ратод, Рамеш[англ.] (57) — индийский политик, депутат Лок сабхи (2009—2014)[19].
- Сеид Хусин Али (87) — малайзийский политик, сенатор (2009—2015)[20].
- Сринивас, Дхармапури[англ.] (75) — индийский политик, член Раджья сабхи (2016—2022)[21].
- Шиэн, Дуглас (75) — американский актёр[22].
- Эстеньи, Сабольч (84) — польский пианист и композитор[23].
- Ян Согиль (87) — японский писатель, поэт и актёр корейского происхождения[24].

## 28 июня
- Альберт, Геннадий Гершевич (76) — советский и российский хореограф, заслуженный артист РСФСР (1978) (о смерти объявлено в этот день)[25].
- Бартолини, Ландо[итал.] (87) — итальянский оперный тенор[26].
- Бертло, Жак[фр.] (78) — французский политик, мэр Бреста (1983—1985)[27].
- Вебер, Александр Борисович (95) — советский и российский учёный, социолог, доктор исторических наук (1985)[28].
- Гонтикас, Костас[греч.] (90) — греческий политик. депутат Парламента (1974—1981), депутат Европейского парламента (1981—1984)[29].
- Дарма, Лидия Ивановна (86) — советский и российский передовик производства и политический деятель, лауреат Государственной премии СССР (1983)[30].
- Джавари, Мохамед Осман (78) — сомалийский политический деятель, спикер парламента (2012—2018), и. о. президента (2012)[31].
- Краам, Арво (53) — эстонский футболист, игравший в национальной сборной[32].
- Павелич, Марти (96) — канадский хоккеист, четырёхкратный обладатель Кубка Стэнли в составе «Детройт Ред Уингз»[33].
- Толой де Оливейра, Олегарио (84) — бразильский футболист и футбольный тренер, игрок национальной сборной[34].
- Флэк, Одри (93) — американская художница, скульптор и фотограф[35].
- Черкашина-Губаренко, Марина Романовна (86) — советский и украинский музыковед, академик, доктор искусствоведения, профессор[36]
- Эрбе, Ив (78) — французский футболист и футбольный тренер, игрок национальной сборной (о смерти объявлено в этот день)[37].

## 27 июня
- Адам[ивр.] (64) — израильский певец[38].
- Альберди, Кристина[исп.] (78) — испанский юрист и политик, член Конгресса депутатов (1996—2003), министр социальных дел (1993—1996), член Генерального совета судебной власти (1965—1990)[39].
- Болеа, Фернандо[исп.] (59) — испанский гандболист, участник Олимпийских игр (1992)[40].
- Джурович, Драган (64) — черногорский политический деятель, вице-премьер Черногории[41].
- Ишенов, Сагынбек (90) — советский и киргизский художник, режиссёр-мультипликатор, народный артист Киргизии (1992)[42].
- Кнайфель, Александр Аронович (80) — советский и российский композитор, заслуженный деятель искусств Российской Федерации (1996)[43].
- Конфино, Алон (65) — израильский историк и писатель[44].
- Малл, Мартин (80) — американский актёр, комик и певец[45].
- Микулка, Алоис (90) — чешский иллюстратор, скульптор и детский писатель[46].
- Наполеш, Мария (87) — португальская фехтовальщица-рапиристка, участница летних Олимпийских игр (1960)[47].
- Н’Гемо, Ландри (38) — камерунский футболист, игрок национальной сборной; ДТП[48].
- Романкив, Любомир (93) — американский учёный в области компьютерных технологий[49].
- Рунге, Хольгер (99) — немецкий художник и иллюстратор[50].
- Скотт, Дональд[англ.] (96) — шотландский регбист, игрок национальной сборной[51].
- Фернандеш, Мануэл (73) — португальский футболист и футбольный тренер, игрок национальной сборной[52].
- Фридман, Кинки[англ.] (79) — американский певец и автор песен[53].
- Хряпа, Николай Владимирович (45) — украинский и российский баскетболист[54].
- Шин, Роман Александрович (75) — советский и киргизский политический деятель, депутат Парламента (2005—2007)[55].
- Чалых, Анатолий Евгеньевич (86) — советский и российский химик[56].
- Чернопятов, Арнольд Иванович (92) — советский и российский художник, народный художник Российской Федерации (2020)[57].

## 26 июня
- Березин, Сергей Евгеньевич (52) — советский и российский хоккеист, участник Олимпийских игр (1994)[58].
- Браун, Джуэл[англ.] (86) — американская джазовая и блюзовая певица[59] (о смерти объявлено в этот день).
- Дубей, Мучкунд[англ.] (90) — индийский политик, министр иностранных дел (1990—1991)[60].
- Кенжеев, Бахыт Шукуруллаевич (73) — русский поэт четвёртой волны эмиграции[61].
- Лаэрманн, Карл-Ханс[нем.] (94) — немецкий политик[62].
- Мацуно, Тайки[яп.] (56) — японский актёр[63].
- Палму, Юхани[фин.] (79) — финский художник[64].
- Панченко, Александр Семёнович (89) — советский и российский государственный и хозяйственный деятель, председатель Хабаровского горисполкома (1981—1991)[65].
- Романив, Стефан Илькович (68) — украинский и австралийский политический деятель, первый вице-президент Всемирного Конгресса украинцев, генеральный секретарь Всемирного Конгресса украинцев (2008—2018), лидер ОУН (2009—2022)[66].
- Тангстад, Стеффен[норв.] (65) — норвежский профессиональный боксёр, двукратный чемпион Европы в супертяжёлом весе (1984—1985, 1986)[67].
- Якыш, Яшар (85) — турецкий дипломат и политик, министр иностранных дел (2002—2003)[68].

## 25 июня
- Аноа’й, Сика (79) — самоа-американский рестлер[69].
- Ариф, Мохамед[англ.] (38) — мальдивский футболист, игрок национальной сборной[70].
- Брионгос, Ана[исп.] (77) — испанская писательница[71].
- Ерфилов, Виталий Георгиевич (85) — советский и российский хоккейный тренер; заслуженный тренер СССР[72].
- Горман, Томми[англ.] (68) — ирландский журналист[73].
- Коббс, Билл (90) — американский актёр[74].
- Филпотт, Шейн[англ.] (58) — новозеландский регбист, игрок национальной сборной бронзовый призёр чемпионата мира (1991)[75].
- Чаудри, Камал[англ.] (76) — индийский политик, депутат Лок сабхи (1984—1996, 1998—1999)[76].

## 24 июня
- Аартома, Кари[фин.] (64) — финский поэт, писатель и переводчик[77].
- Арабаев, Автандил Анисович (61) — советский и киргизский политический деятель и юрист, депутат Парламента (2007—2010)[78].
- Бенедикт, Джоан (96) — американская актриса[79].
- Бинзер, Сет (49) — американский музыкант; передозировка[80].
- Блок, Антон[нидерл.] (89) — нидерландский антрополог[81].
- Дмитриева, Анна Владимировна (83) — советская теннисистка, советский и российский спортивный журналист, дочь Владимира Дмитриева[82].
- Капичич, Драган[серб.] (75) — югославский баскетболист, чемпион мира (1970), чемпион Европы (1975)[83].
- Кент, Том[англ.] (69) — американский радиоведущий[84].
- Колконен, Надежда Петровна (92) — советский и российский передовик сельского хозяйства, Герой Социалистического Труда (1966)[85].
- Лозовик, Юрий Ефремович (86) — советский и российский физик-теоретик[86].
- Первушин, Станислав Романович (74) — советский и российский хоккеист и тренер по хоккею, двукратный чемпион РСФСР (1969, 1973)[87].
- Руис Серутти, Сусана[исп.] (83) — аргентинский дипломат и политик, министр иностранных дел и культа (1989)[88].
- Сидоренко, Денис Владимирович (48) — белорусский дипломат, посол в Германии (2016—2024)[89].
- Томбазис, Александрос[греч.] (85) — греческий архитектор[90].
- Шетлер, Норман[англ.] (93) — австрийский пианист американского происхождения[91].

## 23 июня
- Абенг, Танри[индон.] (82) — индонезийский политик, министр государственных фирм и предприятий (1989—1999)[92].
- Аллен, Бернард[англ.] (79) — ирландский политик, депутат Палаты представителей (1981—2011), министр образования (1994—1997)[93].
- Бредселл, Кей[англ.] (82) — австралийская гимнастка, участница Олимпийских игр (1960)[94].
- Вильянуэва, Уго (85) — чилийский футболист, игрок национальной сборной[95].
- Когут, Борис Михайлович (84) — советский и российский деятель науки, ректор ДВГМУ (1994—2005)[96].
- Краузе, Михаэль (77) — западногерманский игрок в хоккей на траве, олимпийский чемпион (1972)[97].
- Лаваль, Адебайо[англ.] (83) — нигерийский военный и политический деятель, военный губернатор штата Бенуэ (1978—1979)[98].
- Мамедов, Иса Мамед оглы (68) — советский и азербайджанский художник, заслуженный художник Азербайджана (2021)[99].
- Паина, Анджело (75) — итальянский футболист[100].
- Уилкинсон, Дорис[англ.] (88) — американский социолог[101].
- Хацилампрос, Статис[англ.] (26) — греческий футболист; ДТП[102].
- Шакуров, Рашит Закирович (87) — советский, башкирский и российский тюрколог, поэт, народный поэт Республики Башкортостан (2021)[103].

## 22 июня
- Гутьеррес, Анхель (91) — советский и испанский актёр и режиссёр[104].
- Кижаев, Дмитрий Петрович (78) — советский и российский музыкант и композитор, заслуженный артист Российской Федерации (1999)[105].
- Ковач, Петер[венг.] (64) — венгерский гимнаст, бронзовый призёр Олимпийских игр (1980)[106].
- Лялин, Борис Васильевич (81) — советский и российский лётчик, Герой Советского Союза (1986)[107].
- Мнацаканян, Лала Бабкеновна (66) — советская и армянская актриса, заслуженная артистка Республики Армения (2006)[108].
- Монтеро Кампос, Данило[исп.] (86) — коста-риканский футболист, игрок национальной сборной[109].
- Розенфельд, Исаак Моисеевич (77) — советский и российский журналист, заслуженный работник культуры Российской Федерации (2008), лауреат премии Золотое перо России (2017)[110].
- Урбан, Иво[чеш.] (93) — чехословацкий футболист[111].
- Фриш, Йохан Далгас[порт.] (93) — бразильский орнитолог[112].
- Хампана, Камала[англ.] (88) — индийская писательница и литературовед[113].
- Эдри, Рафаэль (86) — израильский политик, депутат кнессета (1981—1999), министр по охране окружающей среды (1990)[114].

## 21 июня
- Агамалиев, Фарзали Гаибкули оглы (88) — советский и азербайджанский биолог[115].
- Вангели, Спиридон Степанович (92) — советский и молдавский детский писатель и переводчик[116].
- Гардин, Джанфранко (80) — итальянский католический прелат, секретарь Конгрегации по делам Институтов Посвящённой Жизни и Обществ Апостольской Жизни (2008—2009), архиепископ-епископ Тревизо (2009—2019)[117].
- Жукова, Галина Севастьяновна (72) — советский и российский математик, заслуженный деятель науки Российской Федерации (2006)[118].
- Косим, Парда (76) — таджикский певец, народный артист Таджикистана[119]
- Лок, Кит[англ.] (80) — новозеландский политик, депутат Палаты представителей (1999—2011)[120].
- Кэмпбелл, Колин Гетце (88) — американский деятель образования, президент Уэслианского университета (1970—1988)[121].
- Мальцев, Михаил Иванович (74) — советский и российский актёр, заслуженный артист Российской Федерации (2003)[122].
- Мулярчик, Анджей[пол.] (94) — польский писатель, сценарист и репортёр[123].

## 20 июня
- Агадуллина, Лиза Киямовна (82) — советский и российский педагог, народный учитель Российской Федерации (2016)[124].
- Айгнер, Герхард (80) — немецкий футболист и футбольный функционер, генеральный секретарь УЕФА (1989—2003)[125].
- Бойчук, Александр Андреевич (73) — украинский математик, академик НАНУ (2024)[126].
- Виану, Ион (90) — румынский писатель, диссидент и психиатр[127].
- Войтес, Маргарита Артуровна (87) — советская и эстонская оперная певица (лирико-колоратурное сопрано), народная артистка СССР (1979)[128].
- Галль, Лотар (87) — немецкий историк[129].
- Геворкян, Виолетта Георгиевна (80) — советская и армянская актриса, народная артистка Армянской ССР (1987)[130].
- Гинзбург, Илья Файвильевич (89) — советский и российский физик[131].
- Гончаренко, Олег Николаевич (64) — советский и украинский поэт, писатель и переводчик[132].
- Комаров, Феликс Романович (76) — российский предприниматель и коллекционер, почётный член РАХ (2015)[133].
- Костава, Гурам Георгиевич (87) — советский фехтовальщик (шпажист), бронзовый призёр Олимпийских игр (1960, 1964), чемпион мира (1961, 1967)[134].
- Орехуэла, Диего[исп.] (62) — испанский футболист[135].
- Сазерленд, Дональд (88) — канадский актёр, лауреат премий «Эмми» (1995), «Золотой глобус» (1996, 2003) и почётной премии «Оскар» (2018)[136].
- Сацура, Николай Владимирович (72) — советский и белорусский музыкант, композитор, заслуженный деятель искусств Беларуси (1997), участник ВИА «Сябры»[137].

## 19 июня
- Бортновская, Галина[пол.] (92) — польская общественная и экуменическая деятельница, публицистка[138].
- Зайцев, Егор Вячеславович (64) — советский и российский модельер, член-корреспондент РАХ (2012), сын Вячеслава Зайцева[139].
- Инфантас, Сильвия[исп.] (101) — чилийская певица и актриса[140].
- Крюков, Михаил Васильевич (91) — советский и российский востоковед и этнолог[141].
- Лакран, Джеймс (92) — британский дирижёр[142].
- Лукшина (Жирова), Надежда Сергеевна[143] (97) — советский и российский передовик сельского хозяйства, Герой Социалистического Труда (1957)[144].
- Малинверни, Стефано (65) — итальянский спринтер, бронзовый призёр Олимпийских игр (1980)[145].
- Шеин, Хаги[эст.] (78) — эстонский журналист[146].
- Шмидт, Бернд (80) — немецкий футболист (о смерти объявлено в этот день)[147].

## 18 июня
- Андов, Стоян (88) — македонский политик, председатель Парламента (1991—1996, 2000—2002)[148].
- Антона, Натали[фр.] (49) — французский политик, депутат Европейского парламента (с 2024)[149].
- Велозу, Режина[порт.] (85) — португальская пловчиха, участница Олимпийских игр (1960)[150].
- Владич, Франьо (73) — югославский футболист, игрок национальной сборной[151].
- Вудвелл, Джордж М.[англ.] (95) — американский эколог, член Национальной академии наук США (1990)[152].
- Геворкян, Гамлет Амбакумович (96) — советский и армянский философ, академик НАН Армении (1996)[153].
- Иваненко, Владимир Григорьевич[укр.] (69) — советский и украинский спортивный и политический деятель, депутат Верховной рады (2007—2012)[154].
- Куксин, Константин Валерьевич (46) — российский этнограф, путешественник, писатель и поэт, основатель «Музея кочевой культуры» в Москве[155].
- Мальченко, Михаил Александрович (77) — советский и российский актёр, заслуженный артист Российской Федерации (1995) (о смерти объявлено в этот день)[156].
- Мейс, Уилли (93) — американский бейсболист[157].
- Наир, Парамесваран Танкаппан[англ.] (91) — индийский историк[158].
- Саха, Ашим[бенг.] (75) — бангладешский поэт и писатель[159].
- Тагирова, Аниса Абдулловна (82) — советская и российская поэтесса и переводчица[160].
- Тасыбекова, Торгын Жылкышыевна (85) — советская и казахская актриса, народная артистка Казахской ССР (1991)[161].
- Фасио, Сара (92) — аргентинский фотограф[162].
- Фен, Виталий Васильевич (76) — узбекский дипломат, посол в Республике Корея (1995—2013, с 2017)[163].
- Ченс, Джеймс (71) — американский саксофонист, певец и автор песен[164].
- Аберкромби, Билли[англ.] (65) — шотландский футболист (о смерти объявлено в этот день)[165].
- Анук Эме (92) — французская актриса, обладательница премий «Золотой глобус» (1967) и «BAFTA» (1968)[166].

## 17 июня
- Бабкин, Валерий Вениаминович (82) — советский и российский государственный деятель и химик, народный депутат РСФСР/РФ (1990—1993)[167].
- Бесерра Покороба, Марио Альберто[исп.] (68) — мексиканский политический деятель, депутат Парламента (2009—2012)[168].
- Будегорд, Андерс[швед.] (80) — шведский переводчик[169].
- Вайда, Дьёрдь[венг.] (96) — венгерский инженер-электрик и энергетик, академик АН Венгрии (1982)[170].
- Грациано, Клаудио (70) — итальянский генерал, председатель Военного комитета Евросоюза (2018—2022); самоубийство[171].
- Коко, Лолани (60) — самоанский регбист[172].
- Лоранс, Жаклин[порт.] (91) — бразильская актриса[173].
- Мейкпис, Брайан[англ.] (92) — английский футболист (о смерти объявлено в этот день)[174].
- Рахимов, Радий Миркасимович (71) — советский и российский футболист и футбольный тренер (о смерти объявлено в этот день)[175].
- Урбани, Милан[словац.] (79) — словацкий политик, депутат Национального совета (2002—2010)[176].

## 16 июня
- Адамович, Людвиг[нем.] (91) — австрийский юрист, председатель Конституционного суда (1984—2002)[177].
- Девос, Джоди[нидерл.] (35) — бельгийская оперная певица[178].
- Дюлленс, Вилли (79) — нидерландский футболист, игрок национальной сборной[179].
- Кубилис, Янис (100) — советский и латвийский актёр, народный артист Латвийской ССР (1966)[180].
- Лукерт Леон, Роберто (84) — венесуэльский католический прелат, епископ (1993—1998) и архиепископ (1999—2016) Коро[англ.][181].
- Марторелль, Марсело[исп.] (79) — аргентинский католический прелат, епископ Пуэрто-Игуасу (2006—2020)[182].
- Талльгрен, Карл Улоф (97) — финский политик, министр финансов (1970—1971), председатель Шведской народной партии (1974—1977)[183].
- Хумарьян, Светлана Петровна (87) — советский и российский театровед, музыковед, балетовед[184].
- Цицаги, Никита Николаевич (29) — российский военный корреспондент, погиб в ходе российско-украинской войны[185].
- Чэнь Чжэнгао (72) — китайский политик, губернатор Ляонина (2007—2014), министр жилищного строительства (2014—2017)[186].
- Шеметов, Поль[фр.] (95) — французский архитектор, иностранный член РААСН[187].
- Шуль, Боб (86) — американский стайер, олимпийский чемпион (1964)[188].
- Ямада, Маса (94) — японская актриса[189].
- Яфаев, Дмитрий Рауэльевич[англ.] (76) — советский, французский и российский математик[190].

## 15 июня
- Бичикоев, Игорь Григорьевич (83) — советский футболист[191].
- Бхандаре, Мурлидхар Чандракант[англ.] (95) — индийский политик, депутат Раджья сабхи (1980—1994), губернатор штата Одиша (2007—2013)[192].
- Виллокс, Фредди[нидерл.] (76) — бельгийский политический деятель, депутат Европейского парламента (1994—1999)[193].
- Д’Арси, Фрэнк[англ.] (77) — английский футболист[194].
- Джадалла Аззуз ат-Тальхи (84/85) — ливийский политик, премьер-министр (1979—1984, 1986—1987), министр иностранных дел (1987—1990)[195].
- Канюэль, Эрик (63) — канадский кинорежиссёр и актёр[196].
- Красная, Надежда Сергеевна (77) — советская и российская оперная и камерная певица (сопрано), народная артистка Российской Федерации (1998)[197].
- Кэмпбелл, Кевин (54) — английский футболист[198].
- Лека, Франсин[фр.] (86) — французский кардиохирург, великий офицер ордена Почётного легиона[199].
- Шаркич, Матия (26) — черногорский футболист, игрок национальной сборной[200].

## 14 июня
- Ауэзов, Мурат Мухтарович (81) — казахстанский культуролог, сын Мухтара Ауэзова[201].
- Денде[англ.] (71) — бразильский футболист[202].
- Измухамбетов, Талапкали Абишевич (80/81) — советский и казахстанский государственный и общественный деятель, министр здравоохранения Казахской ССР (1987—1990)[203].
- Матюха, Андрей Владимирович (59) — советский и украинский футболист и футбольный тренер[204].
- Меркулов, Игорь Владимирович (61) — советский актёр, российский театральный режиссёр и драматург[205].
- Мерселис, Кристиана (92) — бельгийская теннисистка[206].
- Нетеркатт, Джордж[англ.] (79) — американский политический деятель, член Палаты представителей (1999—2005)[207].
- Перес Компанк, Грегорио (89) — аргентинский предприниматель[208].
- Реенскауг, Трюгве (93) — норвежский учёный в области информатики [v].
- Само, Пьер-Жан[фр.] (89) — французский политический деятель, депутат Парламента (2002—2003)[209].
- Сираиси, Кадзуко (93) — японская поэтесса[210].
- Тютиков, Евгений Гаврилович (58) — советский и российский хоккеист и тренер[211].
- Уоррен, Гай[англ.] (103) — австралийский художник[212].

## 13 июня
- Бондарев, Валерий Григорьевич (76) — советский и российский оперный певец (тенор), заслуженный артист РСФСР (1982)[213].
- Бэнкс, Томми (94) — английский футболист, игрок национальной сборной[214].
- Ван ден Берг, Герт[нидерл.] (88) — голландский политический деятель, член Сената (1995—2011)[215].
- Гонсалес, Армандо Оскар[исп.] (56) — аргентинский футболист[216].
- Грегори, Бенджи (46) — американский актёр[217].
- Дмитриев, Владимир Григорьевич (80) — советский и российский авиационный инженер, учёный в области прикладной аэродинамики, механики полета и проектирования летательных аппаратов, директор ЦАГИ (1998—2006), член-корреспондент РАН (2006)[218].
- Жихарев, Иван Николаевич (74) — советский и российский партийный и хозяйственный деятель, первый секретарь Старооскольского горкома КПСС (1987—1991)[219].
- Картадината, Сунарё (74) — индонезийский дипломат, посол в Узбекистане (с 2019)[220].
- Каюмова, Малика (70) — советская и узбекская актриса, заслуженная артистка Узбекистана (2011)[221].
- Конев, Владимир Александрович (87) — советский и российский философ[222].
- Работа, Василий Григорьевич (93) — советский и российский лётчик-испытатель, заслуженный лётчик-испытатель СССР (1985), Герой Российской Федерации (1995)[223].

## 12 июня
- Белнап, Ньюэл (94) — американский логик и философ[224].
- Ван-Дунем, Жозе (89) — ангольский политический и государственный деятель, премьер-министр (1991—1992, 1996—1999)[225].
- Гольдшмидт, Нил Эдвард (83) — американский бизнесмен и политик, министр транспорта (1979—1981), губернатор Орегона (1987—1991)[226].
- Зудов, Вячеслав Дмитриевич (82) — советский лётчик-космонавт, Герой Советского Союза (1976)[227].
- Краснопольский, Иван Владимирович (79) — советский и молдавский музыкант и композитор, заслуженный артист Молдавской ССР (1976)[228].
- Саймонс, Рон[англ.] (63) — американский актёр и продюсер, четырёхкратный лауреат премии «Тони»[229].
- Станалиев, Самсак[кирг.] (73) — советский и киргизский поэт и писатель, народный писатель Киргизской Республики (2020)[230].
- Уэст, Джерри (86) — американский баскетболист, олимпийский чемпион (1960), чемпион НБА (1972)[231].

## 11 июня
- Абу Марахил, Маджид[англ.] (61) — палестинский стайер, участник Олимпийских игр (1996)[232].
- Арди, Франсуаза (80) — французская актриса, певица и астролог[233].
- Батлер, Барри[англ.] (62) — английский футболист[234].
- Белс, Альберт (85) — латвийский писатель[235].
- Бердж, Дайан (80) — австралийский спринтер, участница Олимпийских игр (1964, 1968)[236].
- Бьоко, Кристино Серике (83) — политик Экваториальной Гвинеи, премьер-министр (1982—1992)[237].
- Ван Юнчжи (91) — китайский конструктор космической техники[238].
- Ганнетт, Рут Стайлс (100) — американская детская писательница[239].
- Гуэттайя, Мансур[англ.] (74) — тунисский легкоатлет, участник Олимпийских игр (1972)[240].
- Жилин, Олег Павлович (77) — советский футболист и футбольный тренер (о смерти объявлено в этот день)[241].
- Ленчик, Орест[пол.] (81) — польский футболист[242].
- Ло Бьянко, Тони[англ.] (87) — американский актёр[243].
- Мошкин, Александр Семёнович (70) — советский спортсмен-подводник, двукратный чемпион Европы (1974)[244].
- Нилсон, Вайолет[англ.] (93) — ямайский политик, депутат парламента (1989—1997)[245].
- Оллкок, Терри (88) — английский футболист[246].
- Перрон, Жиль[англ.] (83) — канадский политик, депутат Палаты общин (1997—2008)[247].
- Тарковская, Марина Арсеньевна (89) — советская и российская писательница, редактор и критик[248].
- Тэппи, Эрик[англ.] (93) — швейцарский оперный певец (тенор)[249].
- Enchanting[англ.] (26) — американская рэперша[250].

## 10 июня
- Агафоник (Фатурос) (87) — иерарх Элладской православной церкви, митрополит Китрский, Катеринийский и Платамонский (1985—2013)[251].
- Дерио, Жерар[фр.] (79) — французский политик, сенатор (1998—2020)[252].
- Карлин, Уилли[англ.] (83) — английский футболист[253].
- Князев, Владимир Герасимович (90) — советский и российский государственный и хозяйственный деятель, председатель Совета Министров Удмуртской АССР (1978, 1988—1989)[254].
- Кондратьев, Юрий Викторович (73) — советский и российский актёр, заслуженный артист Российской Федерации (1994)[255].
- Лоусон, Джеймс[англ.] (95) — американский правозащитник[256].
- Малютин, Александр Станиславович (60) — российский журналист[257].
- Минделл, Арнольд (84) — американский писатель и психотерапевт[258].
- Муллаев, Шарафудин Якубович (94) — советский передовик производства, Герой Социалистического Труда (1971)[259].
- Мулузи, Патриция Шанил[англ.] (59) — малавийский политик, депутат Национального собрания (2014—2019); авиакатастрофа[260].
- Надо, Абель[англ.] (90) — политик Центральноафриканской Республики, министр энергетики, горнодобывающей промышленности и геологии (1981—1983), министр общественных работ и городского развития (1983—1985)[261].
- О’Тул, Шила[англ.] (94) — новозеландская католическая монахиня и социальный работник[262].
- Пак Ян Су[кор.] (86) — южнокорейский политик, депутат Национального собрания (2000—2004)[263].
- Рыбаковский, Леонид Леонидович (93) — советский и российский демограф, экономист, социолог[264].
- Сальников, Сергей Викторович (61) — советский и российский государственный деятель, народный депутат РСФСР/РФ (1990—1993)[265].
- Сегурадо, Гильермо[исп.] (77) — аргентинский спортивный гребец, участник Олимпийских игр (1968, 1972)[266].
- Сидорова, Анэтта Петровна (84) — советский и российский государственный деятель и деятель культуры, министр культуры Удмуртской АССР/Республики Удмуртия (1984—1995), директор Удмуртского театра оперы и балета (2000—2003)[267].
- Холл, Стил[англ.] (95) — австралийский политический деятель, сенатор (1984—1977), премьер Южной Австралии (1968—1970)[268].
- Чилима, Саулос (51) — малавийский государственный деятель, вице-президент (с 2014); авиакатастрофа[269].

## 9 июня
- Богоявленский, Олег Игоревич (75) — российский математик[270].
- Браун, Лайонс[англ.] (87) — американский дипломат, посол в Австрии (2001—2005)[271].
- Вильям[порт.] (90) — бразильский футболист, игрок национальной сборной[272].
- Джордан, Вирджил Грейг[англ.] (76) — американский фармаколог, член Национальной академии наук США (2009)[273].
- Кипель-Штука, Мажена[пол.] (58) — польская актриса[274].
- Колтон, Ральф[англ.] (87) — новозеландский регбист, игрок национальной сборной[275].
- Колюшев, Михаил Иванович (81) — советский трековый велогонщик, чемпион мира (1965, 1967), участник Олимпийских игр (1968)[276].
- Конвей, Линн (86) — американский учёный-компьютерщик[277].
- Коуэлл, Саймон (72) — британский защитник природы, телеведущий и писатель, основатель Фонда помощи дикой природе[англ.][278].
- Куга, Ёсико (93) — японская актриса[279].
- Кэрролл, Фрэнк (85) — американский фигурист и тренер[280].
- Ларин, Олег Игоревич (85) — русский писатель и журналист[281].
- Максимов, Беата (56) — польская дзюдоистка, неоднократная чемпионка мира и Европы[282].
- Мацуока, Масуо[яп.] (89) — японский политик, член Палаты советников (1983—1989, 1998—2004), депутат Палаты представителей (1993—1996)[283].
- Морено, Исабель[исп.] (82) — кубинская актриса[284].
- Негенбля, Иван Ефимович (85) — якутский писатель и публицист[285].
- Риел, Алекс[дат.] (83) — датский барабанщик, лауреат джазового фестиваля в Монтрё (1968)[286].
- Свербилова, Галина Львовна (87) — советская и российская актриса, заслуженная артистка РСФСР (1970)[287].
- Стоун, Эдвард Кэрролл (88) — американский физик, директор Лаборатории реактивного движения (1991—2001), член НАН США (1984)[288].
- Сэки, Дзюнити[яп.] (88) — японский политик, мэр Осаки (2003—2007)[289].
- Шраер-Петров, Давид Петрович (88) — русский поэт, переводчик и учёный в области экспериментальной онкологии[290].

## 8 июня
- Бешуков, Сергей Асланович (53) — российский шахматист, гроссмейстер (1994)[291].
- Вю-Ан, Эрик (60) — французский танцовщик и хореограф[292].
- Гриб, Андрей Анатольевич (85) — советский и российский физик-теоретик[293].
- Делуар, Кристоф[фр.] (53) — французский журналист и правозащитник[294].
- Джакомб, Мартин[англ.] (94) — британский финансист и деятель образования, канцлер Бакингемского университета (1998—2010)[295].
- Джеймс, Марк (83) — американский автор песен[296].
- Накадзима, Акио[яп.] (88) — японский политик, депутат Палаты представителей (1993—1996), член Палаты советников (2003—2004)[297].
- Мохамад, Муса[малайск.] (80) — малайзийский государственный деятель, министр образования (1999—2004)[298].
- Рао, Рамоджи (87) — индийский кинопродюсер[299].
- Сайкин, Валерий Тимофеевич (86) — советский и российский хозяйственный и государственный деятель, генеральный директор ЗИЛа (1982—1986, 1992—1995), председатель Мосгорисполкома (1986—1990), первый заместитель председателя Совета Министров РСФСР (1990), член ЦК КПСС (1986—1990), депутат Верховного Совета СССР 11 созыва (1984—1989), депутат Государственной думы (1999—2003)[300].
- Тавареш, Мария да Консейсан[порт.] (94) — португальско-бразильский экономист и политик, федеральный депутат Бразилии (1995—1999)[301].
- Тёпфер, Клаус (85) — немецкий политик и эксперт в области защиты окружающей среды, исполнительный директор ЮНЕП (1998—2006)[302].
- Уокер, Чет (84) — американский баскетболист[303].
- Цой, Юрий Алексеевич (83) — российский учёный в области механизации и автоматизации животноводства, член-корреспондент РАСХН (2007—2014), член-корреспондент РАН (2014)[304].

## 7 июня
- Аль-Нафиси, Абдул Вахаб[араб.] (90—91) — кувейтский политик, министр торговли и промышленности (1975—1981)[305].
- Андерс, Уильям (90) — американский астронавт; авиакатастрофа[306].
- Банза, Жан-Касонго[фр.] (49) — конголезский футболист, игрок национальной сборной[307].
- Боаз, Дэвид[англ.] (70) — американский либертарианский философ[308].
- Брунтланн, Арне Олав[норв.] (87) — норвежский политолог[309].
- Виниарски, Уоррен[англ.] (95) — американский винодел[310].
- Гордилью, Режина[порт.] (91) — бразильский политик, член Палаты депутатов (1991—1995)[311].
- Джонсингх, Асир (78) — индийский эколог[312].
- Дядченко, Виктор Прохорович (73) — российский химик[313].
- Ильясов, Илья Имранович (86) — советский и российский психолог, заслуженный профессор МГУ (2000)[314].
- Касамбара, Ральф[англ.] (54) — малавийский юрист и политик, министр юстиции (2012—2013)[315].
- Латыпов-Догадов, Владимир Геннадьевич (62) — советский и российский театральный актёр, заслуженный артист Российской Федерации (2007)[316].
- Лызлов, Николай Всеволодович (68) — советский и российский архитектор[317].
- Судзуки, Нодзому[яп.] (75) — японский политик, депутат Палаты представителей (2012—2014)[318].
- Туткушев, Бексултан Серикпаевич (75) — казахстанский политический деятель, сенатор (1995—2008)[319].
- Феррейра, Андре[порт.] (59) — бразильский волейболист, олимпийский чемпион (1992)[320].
- Штиблер, Эрнстальбрехт[нем.] (90) — немецкий композитор[321].
- Якивчук, Дейл[англ.] (65) — канадский хоккеист («Виннипег Джетс»)[322].

## 6 июня
- Азан, Эрик (87) — французский писатель[323].
- Болл, Николас[англ.] (78) — английский актёр (о смерти объявлено в этот день)[324].
- Вишев, Игорь Владимирович (91) — советский и российский философ[325].
- Зитуни, Ахмед (74) — алжирский писатель[326].
- Косса, Роберто[исп.] (89) — аргентинский драматург и театральный режиссёр[327].
- Маки, Фумихико (95) — японский архитектор, лауреат Притцкеровской премии (1993)[328].
- Миллард, Алан[англ.] (86) — британский востоковед[329].
- Новиков, Сергей Петрович (86) — советский и российский математик, академик РАН (1991; академик АН СССР с 1981), лауреат Филдсовской премии (1970)[330].
- Сью, Стэнли (80) — американский клинический психолог[331].
- Туев, Вячеслав Геннадьевич (67) — советский и российский актёр, заслуженный артист Российской Федерации (1999)[332].
- Ферри, Реджеп (86) — косовско-албанский поэт, писатель и художник[333].
- Харди, Джозеф[англ.] — американский режиссёр, лауреат премий «Тони» (1970) и «Драма Деск» (1967, 1970)[334].

## 5 июня
- Анатычук, Лукьян Иванович (86) — советский и украинский учёный в области термоэлектричества, академик НАНУ (1992)[335].
- Бракацулас, Василиос[греч.] (95) — греческий юрист и политик, депутат Парламента (1958—1961, 1989—1996)[336].
- Вотье, Бен[фр.] (88) — французский художник; самоубийство[337].
- Гончаров, Валентин Николаевич (86) — советский и украинский экономист[338].
- Даллмайр, Фред[англ.] (95) — американский философ[339].
- Качмарек, Адам[пол.] (62) — польский спортивный стрелок, двукратный чемпион мира по стрельбе из скорострельного пистолета (1986, 1994)[340].
- Лопес Эрнандес, Росалинда[исп.] (56) — мексиканский политик, сенатор (2006—2012)[341].
- Мариам, Дико[фр.] (79—80) — ивуарийский химик[342].
- Нери, Розалина[итал.] (96) — итальянская актриса и певица[343].
- Эллсопп, Чарльз, 6-й барон Хиндлип (83) — британский пэр и бизнесмен, член Палаты лордов (1993—1999)[344].
- Эмин, Жан-Поль[фр.] (84) — французский политик, сенатор (1989—2008)[345].
- Эндо, Акира (90) — японский биохимик[346].
- Этунга-Мангель, Даниэль[фр.] (81) — камерунский экономист и писатель[347].

## 4 июня
- Асматулла[англ.] — пакистанский политик, депутат Национальной ассамблеи (2000—2013, 2018—2023)[348].
- Ахмад-Шах Хан (89) — второй сын Мухаммеда Захир-шаха, кронпринц Афганистана (1942—1973), глава дома Баракзаев (с 2007)[349].
- Бомбоко, Нгой (47) — конголезский футболист, игрок национальной сборной; погиб при пожаре[350].
- Бруни, Франческо[итал.] (95) — итальянский политик, член Палаты депутатов (1979—1994)[351].
- Гундерсен, Карин (79) — норвежская переводчица и литературовед[352].
- Доццо, Джанпаоло[итал.] (69) — итальянский политик, член Палаты депутатов (1994—2013)[353].
- Золотарёв, Анатолий Павлович (74) — советский и российский сотрудник органов внутренних дел, начальник ГУ МВД России по Хабаровскому краю (1997—2001), начальник ГУ МВД России по ДВФО (2001—2008), генерал-полковник милиции (2004)[354].
- Каранфиль, Фатма[тур.] (72) — турецкая актриса[355].
- Касымова, Маргарита Наимовна (86) — советская, белорусская и таджикская актриса, режиссёр и сценарист[356].
- Киселёв, Алексей Алексеевич (97) — советский и российский историк[357].
- Коэн-Сарано, Матильда[ивр.] (84) — израильская писательница[358].
- Котлярски, Моше[англ.] (74) — американский ортодоксальный раввин[359].
- Морен, Ив[фр.] (94) — канадский политик, сенатор (2001—2004)[360].
- Молёккен, Осе[норв.] (94) — норвежский политик, депутат Стортинга (1980—1981, 1982—1989)[361].
- Пьян Хабиб (66) — малайзийский поэт и актёр[362].
- Рехорст, Ян[нидерл.] (101) — нидерландский политик, депутат Палаты представителей (1956—1967), мэр Харлема (1977—1984)[363].
- Семёнов, Юрий Николаевич (86) — советский и российский партийный и государственный деятель, первый секретарь Калининградского обкома КПСС (1989—1991), народный депутат РСФСР / РФ (1990—1993)[364].
- Хайдер, Камаль[бенг.] (77) — бангладешский политик, депутат Национальной ассамблеи (1986—1988)[365].

## 3 июня
- Белоножко, Пётр Иванович (96) — советский и российский военачальник, командующий 73-й воздушной армией (1976—1980), командующий ВВС Среднеазиатского ВО (1980—1983), первый заместитель начальника Главного штаба ВВС (1983—1989), первый заместитель главнокомандующего ВВС СССР (1989—1991), генерал-полковник авиации (1983)[366].
- Бирляйн, Бригитте (74) — австрийский юрист, политический и государственный деятель, председатель Конституционного суда (2018—2019), федеральный канцлер (2019—2020)[367].
- Гусейнов, Вагиф Алиовсат оглы (81) — советский, азербайджанский и российский государственный и партийный деятель, первый секретарь Бакинского горкома КПСС (1980—1983), председатель КГБ Азербайджанской ССР (1989—1991), генерал-майор[368].
- Евилевич, Лев Ильич (81) — советский и российский мастер художественного слова, заслуженный артист Российской Федерации (2005)[369].
- Ладштеттер, Сабина[нем.] (55) — австрийский археолог, действительный член Австрийской академии наук (2023)[370].
- Ли Чун Сок[кор.] (65) — южнокорейский футболист и футбольный тренер[371].
- Лотт, Йоханнес Адович (94) — советский партийный и государственный деятель, председатель Верховного совета Эстонской ССР (1975—1978)[372].
- Мольтман, Юрген (98) — немецкий богослов[373].
- Ольшевская, Изабелла (94) — польская актриса[374].
- Расселл, Уильям (99) — британский актёр[375].
- Сильвестре, Армандо[англ.] (98) — американский и мексиканский актёр[376].
- Чаопраюн, Чароен[тайск.] (89) — таиландский политик, депутат Палаты представителей (1979—1996)[377].
- Шмид, Ян[чеш.] (87) — чешский актёр и режиссёр[378].

## 2 июня
- Алабина, Инна Ильинична (84) — советская и российская актриса, заслуженная артистка Российской Федерации (1994)[379].
- Алексеев, Евгений Михайлович (89) — советский хозяйственный и партийный деятель, депутат Верховного Совета СССР (1966—1970)[380].
- Алтаев, Олжас Алтайулы (34) — казахский футболист (о смерти объявлено в этот день)[381].
- Бундел, Уэнсли[англ.] (75) — суринамский футболист и тренер, игрок и тренер национальной сборной[382].
- Геллер, Узи (93) — израильский шахматист[383].
- Гливич, Мацей[пол.] (85) — польский биолог[384].
- Димер, Эмма Лу[англ.] (96) — американский композитор[385].
- Кейн, Карл[англ.] (89) — американский баскетболист, чемпион Олимпийских игр (1956)[386].
- Козаринский, Эдгардо (85) — аргентинский писатель и кинорежиссёр[387].
- Леви, Давид (86) — израильский политический и государственный деятель, депутат Кнессета (1969—2006), министр иностранных дел (1990—1992, 1996—1998, 1999—2000)[388].
- Панков, Павел Модестович (66) — советский и российский гребец, чемпион мира (1975), заслуженный тренер Российской Федерации[389].
- Дженис Пейдж (101) — американская актриса[390].
- Сарачени, Луиджи[итал.] (86) — итальянский политик, депутат (1994—2001)[391].
- Стюарт, Барбара[англ.] (72) — новозеландский политик, депутат Парламента (2002—2008, 2011—2017)[392].
- Толок, Анатолий Степанович[укр.] (84) — украинский актёр, народный артист Украины (1995)[393].
- Чарльз, Жанетт[англ.] (96) — британская актриса[394].
- Эбанкс, Донован[англ.] — британский губернатор Каймановых Островов (2009—2010)[395].

## 1 июня
- Андерсон, Эрих[англ.] (67) — американский актёр[396].
- Аурисиккио, Раффаэле[итал.] (70) — итальянский политик, член Палаты депутатов (2006—2008)[397].
- Ван Хоф, Харри[нидерл.] (81) — нидерландский дирижёр, композитор и аранжировщик[398].
- Веростко, Роман[англ.] (94) — американский художник[399].
- Домингес Абаскаль, Хосе[исп.] (70) — испанский инженер и политик, государственный секретарь по энергетике (2018—2020)[400].
- Звизвай, Муриси[англ.] (54) — зимбабвийский политик, депутат Палаты собрания (2003—2023)[401].
- Зубова, Мария Васильевна (84) — советский и российский искусствовед[402].
- Костенко, Анджей[пол.] (87) — польский актёр и сценарист[403].
- Кубичек, Рут Мария[нем.] (92) — немецкая актриса[404].
- Леруа, Филипп (93) — французский актёр[405].
- Миранда, Сальвадор (84) — американский библиограф, библиотекарь и историк церкви[406].
- Нэрн, Гари[англ.] (73) — австралийский политик, депутат Палаты представителей (1996—2007)[407].
- Осио, Кэндзи[яп.] (76) — японский борец сумо, рекордсмен по количеству проведённых поединков в профессиональном сумо[408].
- Пардью, Мэри-Лу[англ.] (90) — американский генетик, член НАН США (1983)[409].
- Потапов, Анатолий Викторович (81) — российский дипломат, заместитель министра иностранных дел (2002—2004), посол в Болгарии (2004—2008)[410].
- Ревиньский, Януш (74) — польский актёр, сатирик и политик[411].
- Тин У (97) — бирманский военный и государственный деятель, министр обороны (1974—1976)[412].
- Чилингаров, Артур Николаевич (84) — советский и российский океанолог, член-корреспондент РАН (2008), депутат Государственной Думы (1993—2011, с 2016), член Совета Федерации (2011—2014), Герой Советского Союза (1986), Герой Российской Федерации (2008)[413].